# Jednom, negdje (1958.)
Jednom, negdje (eng. Another Time, Another Place) je američka drama iz 1958. godine. Film u kojem glavne uloge tumače Lana Turner, Barry Sullivan i Sean Connery, je režirao Lewis Allen.

## Radnja
Američka reporterka (Turner), koja je za vrijeme Drugog svjetskog rata na radu u Europi, započinje ljubavnu vezu s britanskim novinarom (Connery). Mlada američka novinarka je u velikoj dvojbi i to jer se ne može odlučiti želi li se udati za svog bogatog šefa ili šarmantnog mladog reportera s kojim se već nalazi u ljubavnoj vezi. Naposljetku, ona se odlučuje za britanskog reportera, za kojeg će ubrzo saznati da je oženjen i da ima jednog sina. Nakon toga, njih dvoje se nakratko rastaju da bi ubrzo potom ipak odlučili ostati zajedno i riješiti svoje probleme.
Nakon završetka rata, britanski reporter pogiba nesretnim slučajem, što mladu amerikanku baca u očaj. Nakon nekoliko mjeseci, njen šef ju uspijeva nagovoriti da se vrati u SAD raditi za njega. Prije odlaska za SAD, ona posjećuje rodno mjesto svog pokojnog ljubavnika u kojem naposljetku ostaje živjeti (odlučuje ne otići u SAD) i to u njegovoj kući, zajedno s njegovom suprugom i djetetom.

## Glavne uloge
| Glumac          | Uloga           |
| --------------- | --------------- |
| Lana Turner     | Sara Scott      |
| Barry Sullivan  | Carter Reynolds |
| Raymond Burr    | Walt Radak      |
| Glynis Johns    | Kay Trevor      |
| Sean Connery    | Mark Trevor     |
| Terence Longdon | Alan Thompson   |

## Druge zanimljivosti
Tijekom snimanja filma u Engleskoj, Connery je bio suočen s gangsterom Johnyjem Stompanatom, koji je u to vrijeme bio dečko Lane Turner. Naime, ljubomorni gangster je upozorio Connerya da se drži podalje od Lane, na što je Connery uzvratio time da mu je iz ruke oteo njegov pištolj s kojim ga je potom istukao.

## Vanjske poveznice
- Jednom, negdje u internetskoj bazi filmova IMDb-a